# Université des sciences informatiques

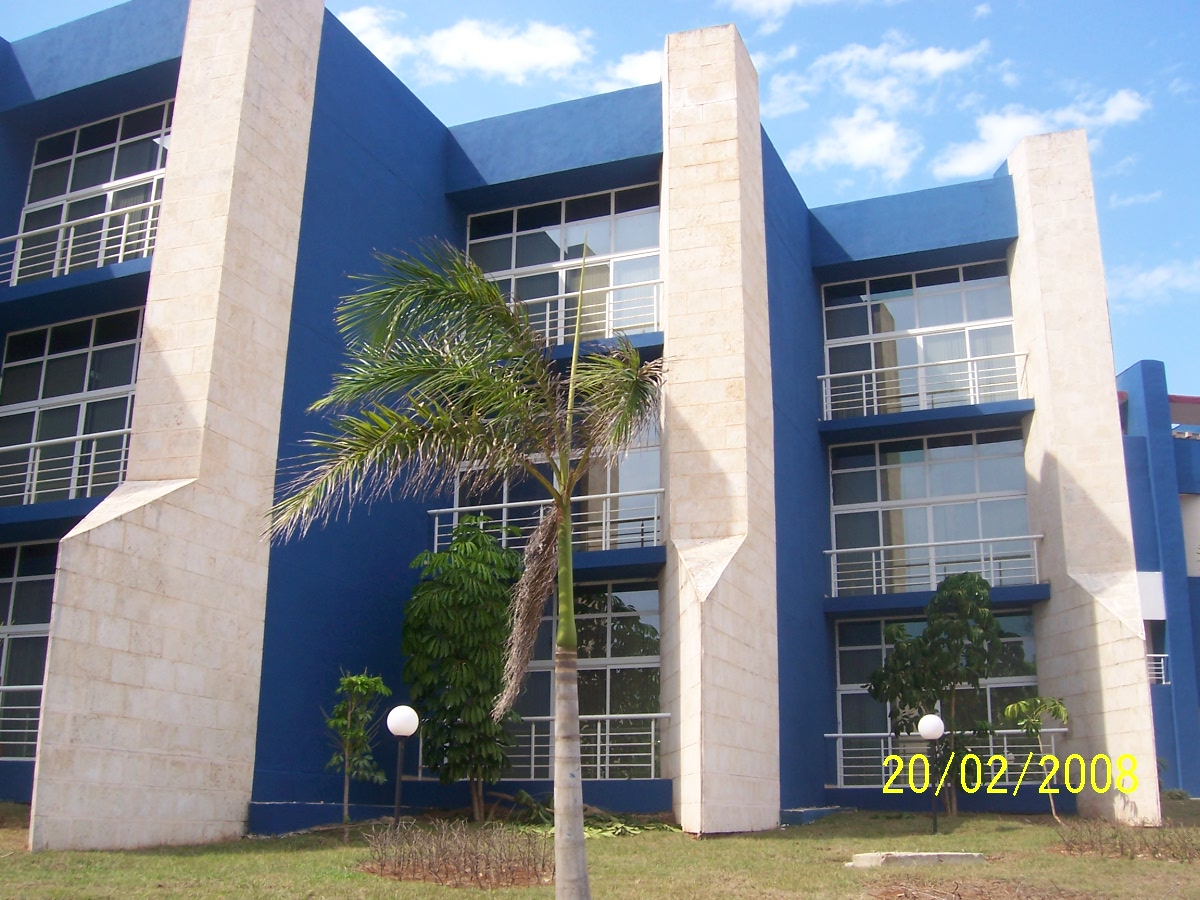
Un des centres de l'UCI.

L’université des sciences informatiques (en espagnol : Universidad de las Ciencias Informáticas ou UCI) est un centre de recherche universitaire basé à La Havane dans la municipalité de Boyeros à Cuba. Née comme un projet de la révolution cubaine appelé « projet pour le futur », elle a deux objectifs : informatiser le pays et développer l'industrie du logiciel pour contribuer au développement économique. Il s'agit de la première université cubaine à être établie en vertu de l'application de la es:Batalla de ideas. Elle a été fondée en 2002 et est fréquentée par environ 11 000 étudiants.

## Formation
L'UCI a un programme différent des autres universités du pays. Dès la deuxième ou troisième année d'études, les étudiants peuvent être liés à des projets productifs qui contribuent à l'économie du pays. D'autres activités complètent le programme de formation pour fournir un espace pour la recherche et l'innovation et le développement des compétences dans l'utilisation des nouvelles technologies. L'UCI est l'un des principaux centres informatiques de Cuba.

## Linux Nova
Nova est une distribution GNU / Linux développée par des étudiants et professeurs de l'Université des sciences informatiques, avec la participation de membres d'autres institutions, pour soutenir la migration vers des technologies et des logiciels Open Source dans le cadre de l'informatisation de la société cubaine.